# Saint-Léger-de-Montbrillais
Saint-Léger-de-Montbrillais is een gemeente in het Franse departement Vienne (regio Nouvelle-Aquitaine) en telt 405 inwoners (1999). De plaats maakt deel uit van het arrondissement Châtellerault.

## Geografie
De oppervlakte van Saint-Léger-de-Montbrillais bedraagt 10,4 km², de bevolkingsdichtheid is 38,9 inwoners per km².
De onderstaande kaart toont de ligging van Saint-Léger-de-Montbrillais met de belangrijkste infrastructuur en aangrenzende gemeenten.

## Demografie
Onderstaande figuur toont het verloop van het inwonertal (bron: INSEE-tellingen).

1. ↑  Populations de référence 2022.